# الخوالد (إيتاي البارود)
قرية الخوالد هي إحدى القرى التابعة لمركز إيتاي البارود في محافظة البحيرة في جمهورية مصر العربية. حسب إحصاءات سنة 2006، بلغ إجمالي السكان في الخوالد 5643 نسمة، منهم 2995 رجل و2648 امرأة، ومن أعلامها أحمد حمروش أحد الضباط الأحرار، وشيخ الأزهر الأسبق إبراهيم حمروش.